# Muntgewicht

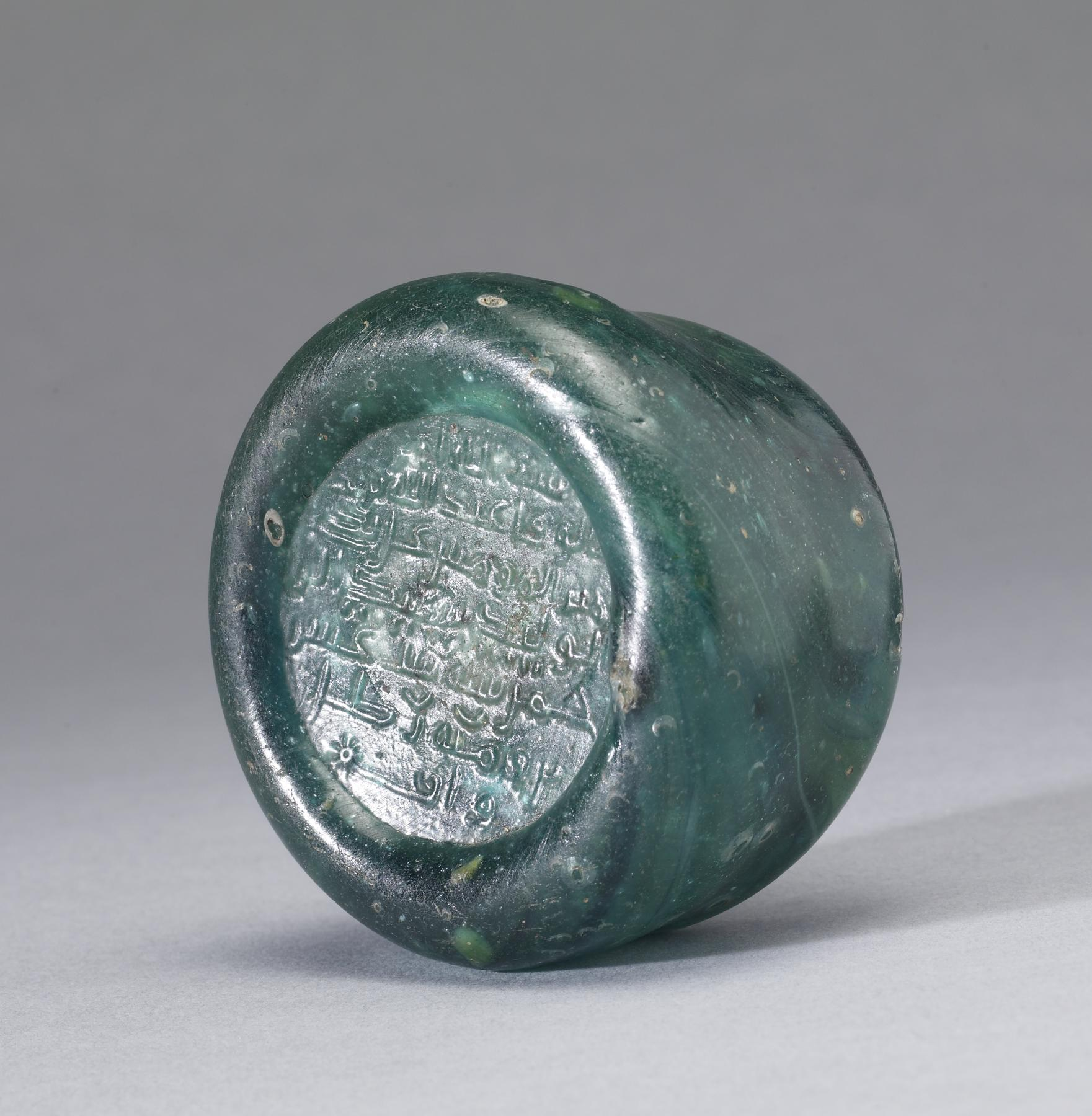
Een Arabisch muntgewicht van glas uit 743

Een muntgewicht is een ijkgewicht waarmee de massa van een munt wordt bepaald. Het materiaal verschilt en kan brons, ijzer, glas of zelfs zaad zijn, zoals de ratti uit India.
In Europa betrof het vaak een stukje metaal, meestal rond, vierkant of rechthoekig van vorm. Aan beide zijden van het muntgewicht staat een afbeelding. De afbeelding op de voorkant lijkt op een munt. Op de achterkant staat de plaats waar het muntgewicht gemaakt is en de initialen van de maker.
Tegenwoordig staat de waarde van de munt op de munt zelf. Bij bijvoorbeeld de munt van € 2 is de waarde van het metaal veel minder dan 2 euro. Vroeger was de waarde van het metaal gelijk aan de waarde van de munt. Bijvoorbeeld een zilveren munt van 10 gram had ook de waarde van 10 gram zilver. Er werden echter kleine stukjes metaal door sommige mensen stiekem van de munt afgehaald. Om vast te stellen hoeveel metaal er echt in de munt aanwezig was, woog een geldwisselaar de munt, en vergeleek dit met het gewicht van de munt. Er was per verschillende type munt een muntgewicht, waarmee de geldwisselaar het officiële gewicht kon wegen. Zo kon worden bekeken hoeveel het gewicht van de munt van het gewicht van het muntgewicht afweek. Zo werd bepaald hoeveel geld er verrekend moest worden bij het betalen of omwisselen.

## Types
- Exagium, Babylon, ca. 3e eeuw v.Chr.